# Nigramma lineata
Nigramma lineata là một loài bướm đêm trong họ Noctuidae.